# ESTJ
ESTJ (Extraversion, Sensing, Thinking, Judgment) je jeden z šestnácti osobnostních typů podle MBTI. Je označován jako Extrovertní smyslový typ usuzující s převahou myšlení. Tento typ zkráceně označujeme jakožto osobnostní typ vedoucí anebo strážce.

## Stručný popis
Člověk s osobností typu ESTJ bývá společenský, dodržuje pravidla, nenechá se zastrašit, není příliš tolerantní, chová se dominantně a je přísný sám na sebe. Přitom je ale veselý a vyrovnaný člověk.

## Charakteristika
ESTJ jsou velmi společenští a touží ovlivňovat dění kolem sebe. Přímo, bez intrik a klidně i z pozice síly. Ve skupině jednak fungují doslova jako strážci pořádku a klidu a jednak prosazují efektivní postupy, které přinášejí měřitelná zlepšení. Rádi používají moderní technologie, ale vybírají si takové, které mají co největší praktičnost. Nemají rádi nepřesnosti, odbytou práci nebo neprofesionální přístup.
Mají v oblibě aktivní odpočinek jako třeba běhání, procházení se, a přiměřeně namáhavé sporty obecně. Velkou pozornost věnují pořádku v domácnosti, nakupování odpovídajících věcí, u kterých upřednostňují hlavně dobrý poměr ceny a výkonu.
Necítí potřebu trávit čas filosofováním, o svém hodnotovém žebříčku jsou nezlomně přesvědčeni, aplikují ho denně na svá rozhodnutí a nechápou, když nese dobré výsledky, proč by ho vůbec měli před někým druhým slovně hájit a probírat další čistě hypotetické alternativy, které za sebou nemají odpovídající výsledky.
Mívají často dobrou náladu a nenechají se zastrašit. Jsou přísní sami na sebe a podobně vysoké požadavky mají i na lidi okolo. Hodí se proto do vedoucích pozic a všech míst, kde je oceňována kombinace spolehlivosti a dominantnosti. Rádi věří v to, že výsledky závisejí pouze na našich akcích a mají sklon potlačovat roli náhody.
Mnohdy do stejné skupiny patří lidé s naprosto protikladným světonázorem. Jde spíše o způsob nahlížení na svět, a proto je ale jen málo pravděpodobné, že Váš postoj k ostatním ESTJ bude vlažný, neurčitý. Buď je budete milovat, nebo nenávidět. Záleží na tom, jestli své podobné vlastnosti směřují ke stejným cílům, nebo se v hodnotovém žebříčku někde lišíte.
ESTJ jsou silně orientováni na konečný výsledek. Až do té míry, že mohou mít tendenci přeskakovat jednotlivé kroky. Bývají velmi oddaní morálce a systému, sami je však málokdy tvoří, protože se orientují na akutnější a hmatatelnější problémy. Své závazky berou velmi vážně.